# 아비얌
아비얌(히브리어: אֲבִיָּם, 그리스어: Αβιά;  기원전 913년경 - 기원전 911년경 재위)은 유다 왕국의 2대 왕으로 북왕국 이스라엘과 자주 싸움을 벌였다.
기브아 출신 아비살롬의 딸 마아가의 아들로 태어나 왕위에 올랐다. 그의 재위 기간 동안 북이스라엘 왕국의 여로보암 1세와 전쟁을 벌여 아비암은 에브라임 전투에 능한 정예군 40만 명을 이끌고 싸우러 나갔고 이에 맞서 여로보암 1세는 80만 정예병을 이끌고 나갔다. 이때 아비얌이 에프라임 산악 지방의 츠마리임 산 위에서 사기를 올리려 연설을 했다.
그러나 여로보암은 이미 복병을 유다군 뒤로 돌아가게 하였고 이스라엘군은 유다군 뒤에 복병을 숨겨 두고 정면 충돌했다. 유다군이 돌아보니 전투가 앞뒤에서 벌어져 여호와를 부르짖었고, 사제들이 쇠 나팔을 불자 유다군이 함성을 지르고 신이 아비암과 유다군을 도와 온 이스라엘을 쳤다. 결국 이스라엘군은 50만 명의 정예군을 잃고 도망치고 유다군이 승리했다. 아비암을 계속 추격해 이스라엘의 성읍들인 베텔과 거기에 딸린 마을들, 여사나와 거기에 딸린 마을들, 에프론과 거기에 딸린 마을들을 점령했다. 
여로보암을 생전에 이 전투의 패배를 회복하지 못하고 사망했고 아비암은 세력이 커졌다. 그는 아내 14명을 거느리고 아들 22명과 딸 16명을 두었다. 
하지만 열왕기상 15장에는 아비얌도 우상들을 섬겼다고 말한다.